# La bufera (film 1913)
La bufera è un film del 1913 diretto da Baldassarre Negroni.